# Nicey-sur-Aire
Nicey-sur-Aire is een gemeente in het Franse departement Meuse in de regio Grand Est en telt 109 inwoners (2009).
De gemeente maakt deel uit van het arrondissement Commercy en sinds maart 2015 van het toen opgerichte kanton Dieue-sur-Meuse. Daarvoor was het deel van het toen opgeheven kanton Pierrefitte-sur-Aire.

## Geografie
De oppervlakte van Nicey-sur-Aire bedraagt 10,8 km², de bevolkingsdichtheid is dus 10,1 inwoners per km².
De plaats ligt aan de rivier de Aire.
De onderstaande kaart toont de ligging van Nicey-sur-Aire met de belangrijkste infrastructuur en aangrenzende gemeenten.

## Demografie
Onderstaande figuur toont het verloop van het inwonertal (bron: INSEE-tellingen).